# Рацетамы

Пирролидин

Рацетамы — класс веществ, имеющих пирролидиновое ядро.
Рацетамы действуют путём активации глутаматных рецепторов, расположенных по соседству с ацетилхолиновыми рецепторами, и таким образом увеличивая срабатывания последних. Данный механизм рацетамов по улучшению способностей памяти схож с механизмом действия веществ-ингибиторов ацетилхолинэстеразы.
Первым и самым известным представителем группы является пирацетам, открытый в 1963 году бельгийскими фармакологами С. Giurgea и V. Skondia и давший начало изучению и поиску других ноотропных веществ.

## Представители[3]

Пирацетам
Анирацетам

- Анирацетам (в 4—8 раз более потентное вещество, чем пирацетам)
- Оксирацетам (в 2—4 раза более потентное вещество, чем пирацетам)
- Прамирацетам (в 8—30 раз более потентное вещество, чем пирацетам)
- Этирацетам
- Леветирацетам
- Фонтурацетам
- Омберацетам
- Нефирацетам
- Ролзирацетам
- Небрацетам
- Фазорацетам
- Колурацетам
- Бриварацетам
- Селетрацетам
- Фасоцетам
- Ролипрам

- Пирацетам
- Анирацетам